# Якобсен, Олаф
Олаф (Олоф) Якобсен (норв. Olaf (Olof) Jacobsen; 24 марта 1888, Хёнефосс, Бускеруд — 2 марта 1969, Халден, Эстфолл) — норвежский гимнаст, бронзовый призёр летних Олимпийских игр 1912 года по гимнастике в командном первенстве по шведской системе.